# Livsfilosofi (Lebensphilosophie)
 Der er for få eller ingen kildehenvisninger i denne artikel, hvilket er et problem. Du kan hjælpe ved at angive troværdige kilder til de påstande, som fremføres i artiklen.

For hovedartikel om livsfilosofi - se denne.
Livsfilosofi (af tysk Lebensphilosophie) er en retning inden for moderne filosofi, som med baggrund i romantikken kritiserer den traditionelle akademiske filosofi for at være for abstrakt og ensidigt fornuftsbetonet. Livsfilosofferne ønsker, at filosofien i stedet skal beskrive menneskelivet i dets konkrete og delvis irrationelle former. Den skal ikke gå analytisk til værks, men anskue menneskelivet som en organisk helhed, hvor de forskellige verdensanskuelser må ses som udtryk for forskellige måder at gribe tilværelsen an på.

## Historisk baggrund
Begrebet stammer fra romantikken, hvor Friedrich Schlegel og andre tyske filosoffer anvendte det om indretning af filosofien, der byggede på livets og karakterens enhed snarere end rationel fornuft. Friedrich Schlegel fremlagde disse tanker i Vorlesungen über die Philosophie des Lebens (1827). Dette syn fremførtes i opposition til systemfilosofferne G.W.F. Hegel og Immanuel Kant.

## Moderne livsfilosofi
Livsfilosofi udvikledes først til et filosofisk fagbegreb hen imod slutningen af 1800-tallet af tyskeren Wilhelm Dilthey. Inspireret af Arthur Schopenhauer, Søren Kierkegaard og Friedrich Nietzsches kritik af rationalismen opstod den moderne livsfilosofi som en reaktion mod positivismen og det teoretiske fokus, der dominerede meget post-kantiansk filosofi.
I Frankrig introducerede Henri Bergson i samme periode den nærtbeslægtede subjektive vitalisme, som lagde vægt på betydningen af erfaringens umiddelbarhed.
Livsfilosofien stod stærkest i Tyskland og havde sin blomstringstid i de tre første årtier af 1900-tallet. Blandt dens øvrige repræsentanter kan nævnes Georg Simmel, Eduard Spranger og Otto Friedrich Bollnow.
Eksistensfilosofien kan ligeledes betragtes som en variant af livsfilosofien, om end den lægger mindre vægt på de biologiske og sociale aspekter af tilværelsen og derfor af nogle livsfilosoffer kritiseres for at være for abstrakt og idealistisk. Friedrich Nietzsche og forfatteren Ernst Jünger sættes ligeledes i forbindelse med livsfilosofien.
I Danmark har Severin Christensen skrevet livsfilosofiske værker og flere forfattere, bl.a. Johannes V. Jensen, har fremsat synspunkter af livsfilosofisk karakter. Desuden kan nævnes K.E. Løgstrup og Mogens Pahuus. K.E. Løgstrups tilgang findes bl.a. i bogen Den etiske fordring. Mogens Pahuus udgav i 1986 bogen Livsfilosofi.

## Forbindelse til nazismen
I årene umiddelbart før Første Verdenskrig begyndte dele af tyske livsfilosofi at antage aspekter af politisk ideologi. Hans Driesch og Ludwig Klages værker fordømte for eksempel den vestlige civilisations overfladiske intellektualisme. Ved at forbinde fornuft med civilisationens mangler og "Vesten" ansporede livsfilosofien mange tyske tænkere til at afvise en intellektuel tilgang til fordel for irrationelle kræfter som blod og liv.
Med Herbert Schnädelbachs ord: "På dette tidspunkt afskaffede livsfilosofien tendentiøst den traditionelle skelnen mellem natur og kultur og muliggjorde dermed den almene biologismes succes i kulturteorien, hvilket kulminerede i nationalsocialismens racisme".

## Livsanskuelse
Ud over den akademiske betydning af ordet bruges livsfilosofi ofte til at betegne en generel holdning til tilværelsen, en livsanskuelse.

## Beslægtede filosofiske retninger
Livsfilosofien er beslægtet med den eksistentielle filosofi, der kan betragtes som en særlig variant. Desuden er livsfilosofien beslægtet med den filosofiske livskunst, der dog har rødder i antikken og er mere praktisk anlagt på den gode levevis.